# Museo del Cenedese
Il Museo del Cenedese è un museo di Vittorio Veneto, con sede nel quattrocentesco Palazzo della Comunità di Serravalle.
Il museo fu fondato da Francesco Troyer (1863-1936), cittadino illustre di Vittorio Veneto e sindaco durante la prima guerra mondiale, nel 1924. L'inaugurazione si tenne il 2 novembre 1938.
Il museo raccoglie materiali archeologici, epigrafici, artistici e archivistici di grande valore, relativi all'area cenedese.

## Le sale

### Loggia
All'interno della loggia, primo ambiente che si incontra nella visita del museo, si conservano, rispettivamente sulla parete sud e su quella nord, due grandi affreschi, realizzati tra 1518 e 1520 da Francesco da Milano e rappresentanti Madonna col Bambino in trono tra Sant'Andrea, Sant'Augusta e il committente (Girolamo Zane) e Leone di San Marco tra la Giustizia e la Temperanza.
La parete ovest è aperta da tre arconi sovrastati da numerosi stemmi gentilizi, dietro cui si trova la scala che dà accesso al piano superiore: si tratta di una scala in stile neogotico, risalente agli inizi del XX secolo, i cui poggioli marmorei sono abbelliti da sculture leonine.

### Sala del Consiglio
Il piano superiore è occupato dalla sala del Consiglio cittadino di Serravalle, anch'essa decorata da affreschi di Francesco da Milano, in particolare Leone di San Marco tra i santi Sebastiano e Andrea, Francesco d'Assisi e Rocco di Montpellier.
Al centro della sala trovano posto un affresco staccato attribuito ad Antonio Zago (Madonna coronata col bambino e musicanti), un'icona mariana quattrocentesca di Andrea Ritzos da Candia e delle porzioni di polittico: Madonna della Misericordia con i Battuti, e i Santi Lorenzo e Marco; di particolare valore quella rappresentante Nascita della Vergine e Sposalizio, realizzata da Nicolò di Pietro tra la fine del Trecento e i primi anni del Quattrocento.
Infine, vi sono due sculture di Guido Giusti (La Beneficenza e Amplexus in aere), artista vittoriese attivo tra gli ultimi anni del XIX secolo e i primi decenni del Novecento.

### Sala Comuzzi
La sala Comuzzi è custode di una preziosa opera scultorea in cartapesta di Jacopo Sansovino, rappresentante Madonna col Bambino e qui trasferita dal santuario di Santa Augusta.
Opere pittoriche di valore sono la pala di Francesco da Milano con San Girolamo tra le sante Lucia e Agata, il trittico attribuito a Francesco e Valerio Zuccati San Marco tra i santi Giovanni Battista e Stefano (1569) e le due opere seicentesche Madonna col Bambino tra San Rocco e San Marco e Madonna della Misericordia e i Battuti.

### Sala Pajetta
Sala Pajetta ospita opere di più recente realizzazione, tra cui la tela con La lotta delle Spartane e alcuni bozzetti, opere del pittore ottocentesco Giovanni De Min; poi un autoritratto e un ritratto di Pietro Pajetta, pittore locale cui è stata dedicata la sala.
Da sala Pajetta si accede ad una piccola gipsoteca, intitolata al già citato scultore vittoriese Guido Giusti e contenente numerose opere dello stesso e di altri artisti locali, fra i quali Marco Casagrande e Luigi Borro.